# Namiorne héréro
Namibornis herero
Genre
Espèce
Statut de conservation UICN

 LC  : Préoccupation mineure
Le Namiorne héréro (Namibornis herero) est une espèce de passereaux appartenant à la famille des Muscicapidae, seule représentante du genre Namibornis. D'après Alan P. Peterson, c'est une espèce monotypique.

## Répartition

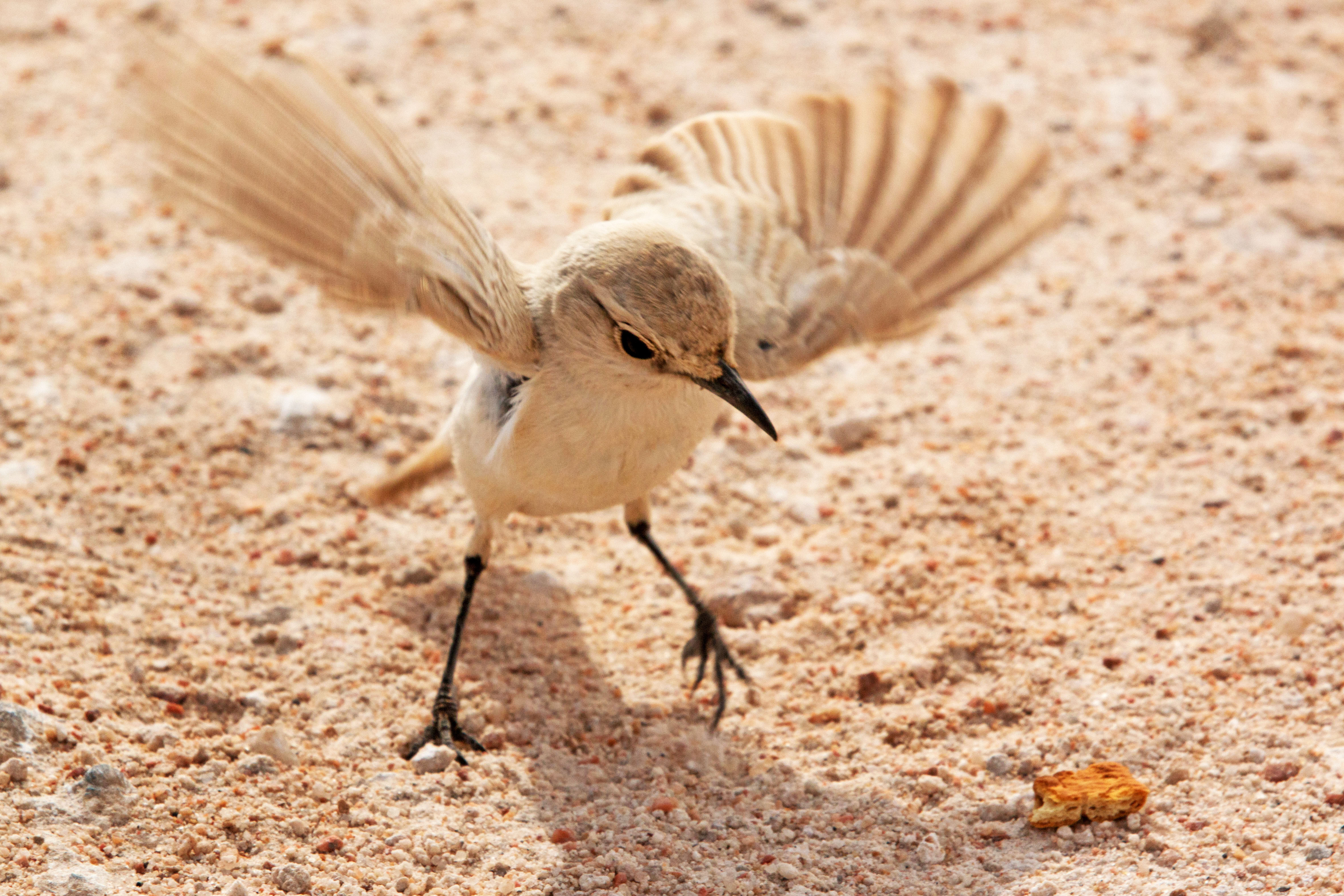
Namiorne héhéro

Cet oiseau est endémique des forêts claires de la savane namibienne.